# Themashanga
Themashanga is een dorp in het district North-East in Botswana. De plaats telt 1648 inwoners (2011).